# Joselândia
Joselândia is een gemeente in de Braziliaanse deelstaat Maranhão. De gemeente telt 16.188 inwoners (schatting 2009).
De gemeente grenst aan Esperantinópolis, Pedreiras, Presidente Dutra, São José dos Basílios en Tuntum.